# Gissey-sous-Flavigny
Gissey-sous-Flavigny ist eine französische Gemeinde mit 93 Einwohnern (Stand 1. Januar 2022) im Département Côte-d’Or in der Region Bourgogne-Franche-Comté. Sie gehört zum Arrondissement Montbard und zum Kanton Montbard. 
Sie grenzt im Nordwesten an Darcey, im Nordosten an Frôlois, im Südosten an Thenissey, im Süden an Hauteroche und im Westen an Flavigny-sur-Ozerain.

## Bevölkerungsentwicklung
| Jahr                       | 1962 | 1968 | 1975 | 1982 | 1990 | 1999 | 2008 | 2015 |
| -------------------------- | ---- | ---- | ---- | ---- | ---- | ---- | ---- | ---- |
| Einwohner                  | 157  | 136  | 122  | 102  | 93   | 100  | 102  | 89   |
| Quellen: Cassini und INSEE |      |      |      |      |      |      |      |      |